# Henry Scott, 3. Duke of Buccleuch

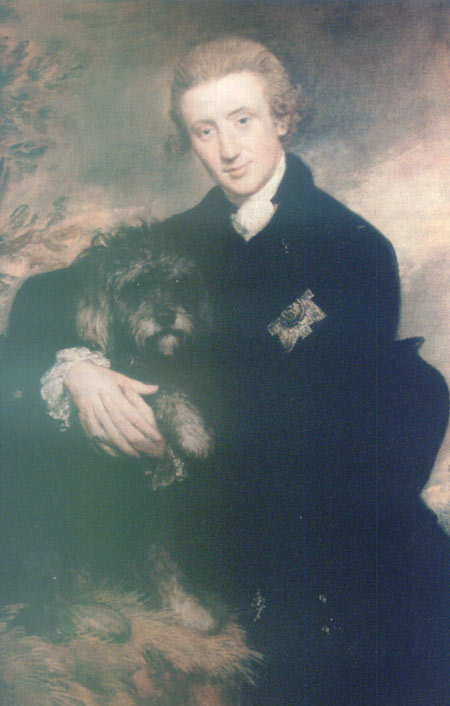
Henry Scott, 3. Duke of Buccleuch, um 1760

Henry Scott, 3. Duke of Buccleuch, 5. Duke of Queensberry, KG, KT FRSE (* 2. September 1746 in London; † 11. Januar 1812 auf Dalkeith Castle), war ein schottischer Adliger und Politiker.

## Leben
Henry Scott war der zweite Sohn des Francis Scott, Earl of Dalkeith, und dessen Gemahlin Lady Caroline Campbell, Tochter des Field Marshal John Campbell, 2. Duke of Argyll. Da sein älterer Bruder John bereits 1749 und sein Vater 1750 gestorben waren, erbte er 1751 im Alter von vier Jahren beim Tod seines Großvaters dessen umfangreiche Ländereien, dessen schottische Adelstitel als 3. Duke of Buccleuch, 6. Earl of Buccleuch, 3. Earl of Dalkeith, 7. Lord Scott of Buccleuch und 6. Lord Scott of Whitchester and Eskdaill, sowie dessen englische Adelstitel als 3. Earl of Doncaster und 3. Baron Scott of Tindale. Beim Tod seiner Mutter, die 1755 den Schatzkanzler Charles Townshend (1725–1767) geheiratet hatte und als dessen Witwe 1767 zur Baroness Greenwich erhoben worden war, erbte er 1794 auch deren Besitzungen. Über seine Großmutter väterlicherseits war er ein Urenkel von James Douglas, 2. Duke of Queensberry, und erbte 1810 beim Tod seines Onkels zweiten Grades William Douglas, 4. Duke of Queensberry, auch dessen schottische Titel als 5. Duke of Queensberry, 5. Marquess of Dumfriesshire, 5. Earl of Drumlanrig and Sanquhar, 5. Viscount Nith, Tortholwald and Ross und 5. Lord Douglas of Kilmount, Middlebie and Dornock.
Er wurde am Eton College ausgebildet und unternahm von 1764 bis 1766 in Begleitung seines Tutors Adam Smith eine Bildungsreise (Grand Tour) durch Frankreich und die Schweiz. Längere Aufenthalte gab es in Toulouse, Genf und Paris, wo er unter anderem Voltaire, Benjamin Franklin, Jacques Turgot und Francois Quesnay kennenlernte.
Als er 1767 volljährig wurde, nahm er den mit seinen englischen Titeln unmittelbar verbundenen Sitz im britischen House of Lords ein und wurde im selben Jahr als Knight Companion in den Distelorden aufgenommen. Er war von 1777 bis 1812 Gouverneur der Royal Bank of Scotland, sowie Lord Lieutenant von Haddingtonshire (1794–1812), von Midlothian (1794–1812) und von Roxburghshire (1804–1812). 1778 stellte er anlässlich des Amerikanischen Unabhängigkeitskriegs das South Fencible Regiment auf und wurde im Rang eines Colonel dessen Kommandeur. Das Regiment leistete Garnisons- und Patrouillendienst in Schottland um andere Einheiten für den Einsatz in Übersee frei zu machen. 1783 wurde das Regiment wieder aufgelöst. Von 1778 bis 1812 war er auch Captain-General der Royal Company of Archers. Scott war seit 1783 der erste Präsident der Royal Society of Edinburgh und ein Freund des Schriftstellers Walter Scott. 1794 legte er seine Mitgliedschaft im Distelorden nieder und wurde stattdessen als Knight Companion in den Hosenbandorden aufgenommen.
Er starb 1812 auf Dalkeith Castle und wurde auch dort begraben. Seine Adelstitel erbte sein ältester überlebender Sohn Charles.

## Ehe und Nachkommen
Am 2. Mai 1767 heiratete er im Montagu House in London Lady Elizabeth Montagu (1743–1827), einzige Tochter und Erbin des George Montagu, 1. Duke of Montagu. Mit ihr hatte er sieben Kinder:
- George Scott, Earl of Dalkeith (*/† 1768);
- Lady Mary Scott (1769–1823), ⚭ 1791 James Stopford, 3. Earl of Courtown;
- Lady Elizabeth Scott (1770–1837), ⚭ 1798 Alexander Douglas-Home, 10. Earl of Home;
- Charles William Henry Montagu-Scott, 4. Duke of Buccleuch (1772–1819);
- Caroline Scott (1774–1854), ⚭ 1803 Charles Douglas, 6. Marquess of Queensberry;
- Henry James Montagu-Scott, 2. Baron Montagu of Boughton (1776–1845), ⚭ 1804 Hon. Jane Margaret Douglas, Tochter des Archibald Douglas, 1. Baron Douglas;
- Lady Harriet Scott (1780–1833), ⚭ 1806 William Kerr, 6. Marquess of Lothian.